# Apeadeiro de Bias
O apeadeiro de Bias é uma interface encerrada da Linha do Algarve, que servia as localidades de Cavacos, Quatrim e Bias, no concelho de Olhão, no Distrito de Faro, em Portugal.

## Descrição

### Localização e acessos
O local deste interface situa-se a menos de dois quilómetros do centro (Torre II) da localidade conominal de Bias do Sul, via estradão de terra batida (300 m) e a estrada epónima (=CM1328).

### Infraestrutura
O edifício de passageiros situa-se do lado norte da via (lado esquerdo do sentido ascendente, para Vila Real de Santo António).

## História

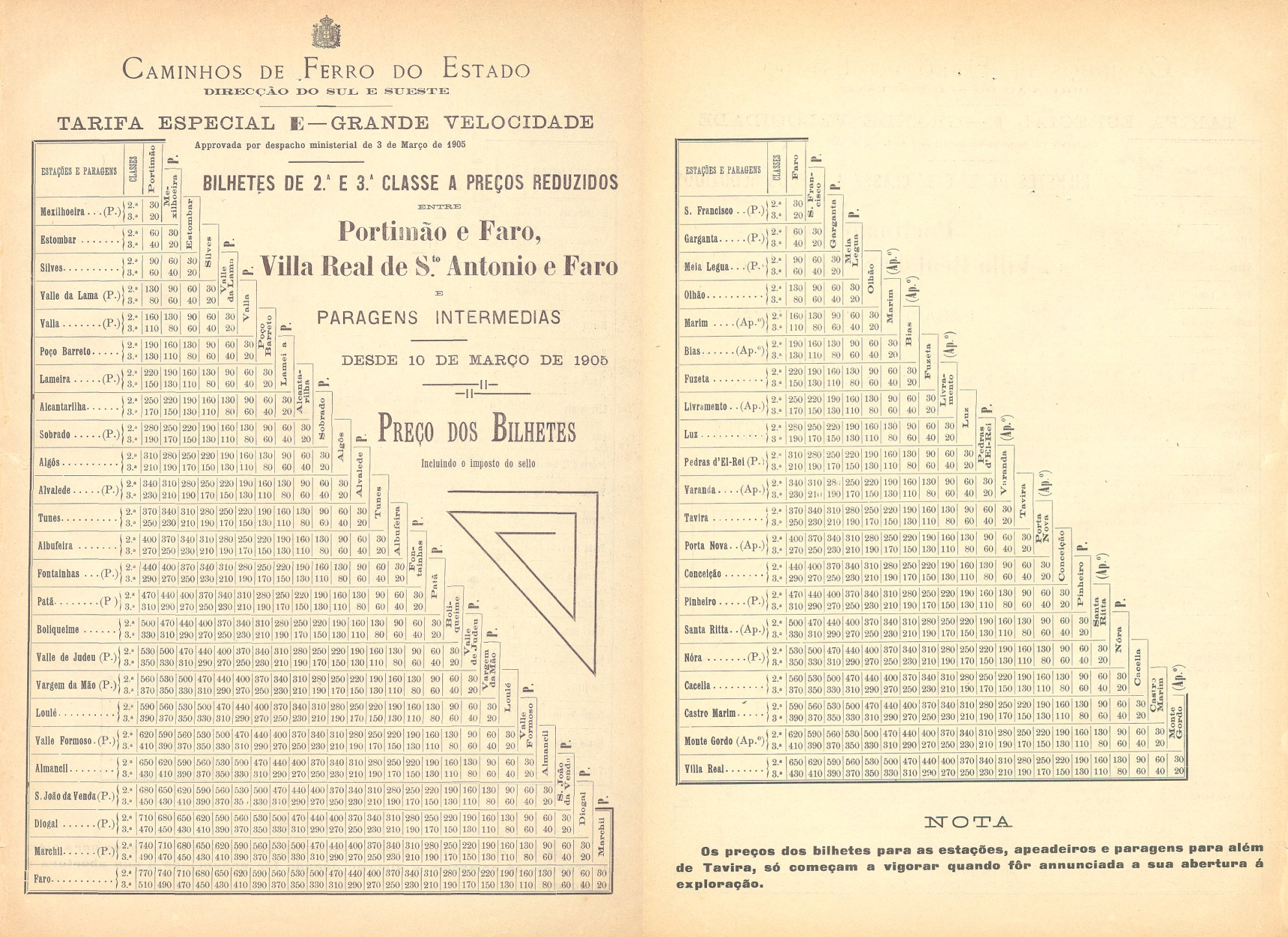
Aviso de 1905, onde se faz referência ao Apeadeiro de Bias.

Em 1902 estava em construção o lanço da Linha do Algarve entre Faro e Vila Real de Santo António, que nessa altura fazia parte do Caminho de Ferro do Sul. Uma portaria de 21 de Março desse ano aprovou os projectos e os correspondentes orçamentos para a segunda fase daquele lanço, que incluía a construção de Bias e de outros apeadeiros. Esta empreitada foi lançada em 24 de Março do ano seguinte, por parte da Direcção de Sul e Sueste dos Caminhos de Ferro do Estado.
O troço entre Olhão e Fuseta foi inaugurado no dia 1 de Setembro de 1904, já incluindo o apeadeiro de Bias. Em 1905, já tinha sido construído um cais de carga neste apeadeiro, com ramal de via férrea e acesso rodoviário próprios.
Em 1 de Novembro de 1954, a Companhia dos Caminhos de Ferro Portugueses iniciou serviços regulares de automotoras ao longo do Algarve, incluindo em Bias, que nessa altura tinha a categoria de paragem.

Esta interface surge ainda no mapa oficial de 1985, mas não já não nos horários de 2003, tendo sido encerrada ao serviço entretanto.